# Bartomeu Mas i Collellmir
Bartomeu Mas i Collellmir (* 1900 in Les Preses (bei Olot); †  1980 in Olot) war ein katalanischer Maler und Bildhauer.
Mas i Collellmir war an der „Acadèmia Baixas de Barcelona“ Schüler von Melcior Domenge. Außerdem besuchte er die Kunstakademie „La Llotja“ in Barcelona, wo er ab 1929 auch unterrichtete. Wenig später wurde er Professor an der Kunstakademie von Olot, die er von 1951 bis 1970 auch leitete. Unter seiner Leitung legte er größten Nachdruck auf die Ausbildung der technischen Grundlagen der Bildenden Künste. In der Kunstakademie von Olot eröffnete er eine Keramikwerkstatt. Er wiederbelebte dort auch die Handwerkskunst der Gravur. Er publizierte eine Abhandlung über Perspektive. Als Schöpfer von Figuren zeichnete er sich durch herausragende und exakte Technik aus.